# Епископская резиденция в Кромержиже
Епископская резиденция в Кромержиже (чеш. Arcibiskupský zámek Kroměříž, Zámek Kroměříž, Arcibiskupský zámek, нем. Schloss Kremsier) — дворцово-парковый ансамбль XV века в стиле ренессанс, расположенный в чешском городе Кромержиж. С 1777 года дворец служил резиденцией для епископов, а затем и архиепископов Оломоуца. В 1998 году дворец и сады были признаны ЮНЕСКО памятником Всемирного наследия.

## История
В 1110 году территория, на которой находится современный Кромержиж, перешла к оломоуцкому епископату, и в 1260 году епископ Бруно из Шауэнбурга (чеш. Bruno ze Schauenburku, нем. Bruno von Schauenburg) повелел заложить на месте поселения город, который и назвали Кромержиж.
В конце XV века началась перестройка замка, и к началу XVI века он был значительно изменён и считался вполне комфортным по меркам поместьев того времени. Перестроенный в стиле ренессанс, замок включал в себя четыре крыла и большую башню. Примерно в тот же период вокруг были заложены сады и многочисленные пруды. Однако в 1643 году, к концу Тридцатилетней войны, город и поместье были опустошены и разграблены шведской армией.
В 1665 году епископ Оломоуца Карл II Лихтенштейн (нем. Karl II von Liechtenstein-Kastelkorn) начал реставрацию замка, в результате чего появился дворец в стиле маньеризма (от первоначального замка осталась только нижняя часть башни, остальная часть была отстроена заново до высоты 84 метра). Для перестройки были приглашены итальянские придворные архитекторы Филиберто Луккезе (итал. Filiberto Lucchese) и Джованни Пьетро Тенкалла (итал. Giovanni Pietro Tencalla), которые на старом фундаменте возвели новое трёхэтажное здание с наружными фасадами, украшенными пилястрами, аркадами и угловыми ризалитами. Вокруг дворца были разбиты барочный сад и цветочные сады.
Из-за нескольких пожаров следующие реставрационные работы были проведены уже в 1752 году, а в 1777 году в Кромержиж была перенесена резиденция епископов Оломоуца.